# 미국 지문자
미국 지문자(American manual alphabet)은 미국 수화에서 알파벳을 나타내는 지문자이다.

## 알파벳과 숫자
알파벳과 숫자 지문자는 다음과 같다. 일상적인 대화에서는 공식적인 대화만큼 손동작을 정확하게 구분하지는 않는다.
영어 지문자는 어느 손으로 사용해도 상관없다. 발화자가 주로 사용하는 손에 따라 좌우된다.
알파벳 J와 Z는 움직여서 표현한다.

## 손동작

### 알파벳
영어 지문자
- A
- B
- C
- D
- E
- F
- G
- H
- I
- J
- K
- L
- M
- N
- O
- P
- Q
- R
- S
- T
- U
- V
- W
- X
- Y
- Z

### 숫자

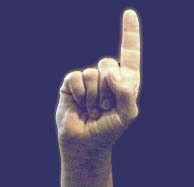
1
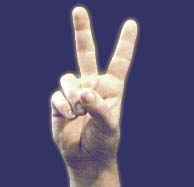
2
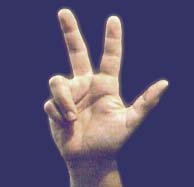
3
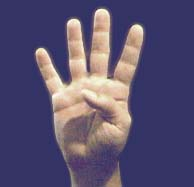
4
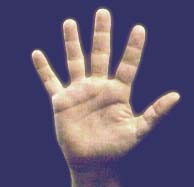
5
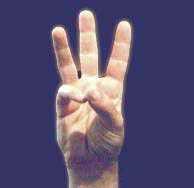
6
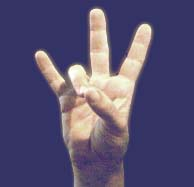
7
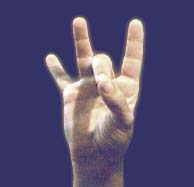
8
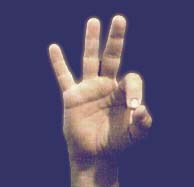
9
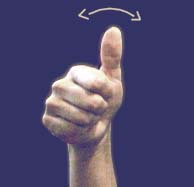
10

## 같이 보기
- 프랑스 지문자